# خرسف
خرسف، روستایی است از توابع بخش شامکان و در شهرستان ششتمد استان خراسان رضوی ایران.

## جمعیت
این روستا در دهستان ربع شامات قرار داشته و بر اساس سرشماری سال ۱۳۸۵ جمعیت آن ۶۰۹ نفر (۱۵۰ خانوار)
بوده‌است.
شغل مردم این روستا کشاورزی، دامداری است و محصولات اصلی کشاورزی این روستا گندم، جو، چغندر قند و زعفران ی باشد و این روستا از شمال به روستای بیروت، از جنوب به روستای داغی از شرق به دهمیان از غرب به قلعه میدان مجاورت دارد. این روستا از نعمت برق و تلفن و آب آشامیدنی برخودار است و آب کشاورزی ان از دو حلقه چاه عمیق و یک رشته قنات تأمین می‌گردد. این روستا داری یک مدرسه ابتدایی و یک مدرسه راهنمایی است.